# ST Action
ST Action, brittisk datorspelstidning för Atari ST-datorn. Tidningen utgavs av Gollner Publishing, sedermera Europress, under åren 1988 till 1993. Med varje nummer följde en diskett med demos och mindre shareware/freeware-spel